# Emilio Gino Segrè
Emilio Gino Segrè, italijansko-ameriški fizik, * 1. februar 1905, Tivoli, Lacij, Italija, † 22. april 1989, Lafayette, Kalifornija, ZDA.
Segrè je leta 1959 prejel Nobelovo nagrado za fiziko »za odkritje antiprotona.«